# Jaime Dias Sabino
Jaime Dias Sabino (Feira de Santana, Bahia, 25 de março de 1929 - Rio de Janeiro, 24 de outubro de 2013) foi o mais famoso papagaio de pirata do Brasil. Segundo o próprio, suas aparições na mídia passaram de 135 mil, entre filmes, jornais e fotografias, sendo 40 só em filmes. Na TV, participou três vezes do Programa do Jô, da Rede Globo. Junto com outros papagaios de pirata, fundou o clandestino Sindicato dos Papagaios de Pirata, do qual era presidente.
Em 2004, ele foi tema, e interpretou seu próprio papel, no curta-metragem Truques, Xaropes e Outros Artigos de Confiança, de Eduardo Goldenstein.
No velório de Oscar Niemeyer, bateu a marca de 1.153 funerais e aproveitou a oportunidade para gravar cenas do documentário Aqui jaz Jaiminho, de Alex Teixeira, lançado em 2014.
Em 2013, aos 87 anos, ele veio a falecer em decorrência de problemas cardíacos. 

## Biografia
Por não ter tido a oportunidade de acompanhar os velórios dos próprios pais na Bahia, Jaiminho resolveu se dedicar aos velórios de ilustres, tendo figurado em 1.153 sepultamentos. De terno e gravata, ele chegava com seu 1,60 m dando os pêsames e, sem ninguém se dar conta, de repente estava ele carregando o caixão. O primeiro deles foi o do ex-presidente Getúlio Vargas, em 1954. Depois, vieram o do ex-presidente militar Ernesto Geisel, Oscarito, Bezerra da Silva, Tancredo Neves, Jorge Lafond, Irmã Dulce, Lauro Corona, Cazuza, Nelson Gonçalves, Roberto Marinho, Emílio Médici, Daniella Perez, João Saldanha, Chacrinha, Costinha, Tim Maia, entre outros. Em 1989, no enterro da atriz Dina Sfat, um fato curioso chamou a atenção da imprensa. Ele carregava o caixão da artista com o então prefeito Marcello Alencar, quando caiu em uma sepultura, e arrastou o político junto. No dia seguinte foi capa dos principais jornais do país.
Além das aparições como papagaio de pirata, Jaiminho estrelou mais de 40 filmes, muitos deles clássicos do cinema brasileiro (entre eles "O Assalto ao Trem Pagador", de Roberto Farias, e "Boca de Ouro", de Nelson Pereira dos Santos) e fotonovelas (a de maior sucesso, na revista Sétimo Céu, onde interpretou o irmão de Cauby Peixoto).

### Museu Histórico dos Papagaios de Pirata
Ele fundou o Museu Histórico dos Papagaios de Pirata, em um galpão, no bairro do Rocha, Zona Norte do Rio, com um arquivo de 20 mil fotos, que destacam os mais de 50 anos dedicados à arte de aparecer na imprensa, sem ser convidado.

## Outros trabalhos
Na década de 1960, Sabino foi indicado como sub-interventor da Prefeitura de Nilópolis, e chegou a assumir o executivo. Durante mais de 50 anos no serviço público, atuou como assessor de prefeito, assessor de assuntos externos e fiscal de renda, além de ter se candidatado, em 2008, a vereador e, em 2010, a deputado estadual.